# Leichtathletik-Halleneuropameisterschaften 1976
Die 7. Leichtathletik-Halleneuropameisterschaften fanden am 21. und 22. Februar 1976 in München (Bundesrepublik Deutschland) statt. Austragungsort war die Olympiahalle.

## Ergebnisse Männer

### 60 m
| Platz | Athlet                   | Land | Zeit (s) |
| ----- | ------------------------ | ---- | -------- |
| 1     | Walerij Borsow           | URS  | 6,58     |
| 2     | Vasilis Papageorgopoulos | GRE  | 6,67     |
| 3     | Petar Petrow             | BUL  | 6,68     |
| 4     | Nikolai Kolesnikow       | URS  | 6,70     |
| 5     | Alexandr Korneljuk       | URS  | 6,71     |
| 6     | Zenon Nowosz             | POL  | 6,79     |

Finale am 21. Februar

### 400 m
| Platz | Athlet            | Land | Zeit (s) |
| ----- | ----------------- | ---- | -------- |
| 1     | Janko Bratanow    | BUL  | 47,79    |
| 2     | Hermann Köhler    | FRG  | 48,19    |
| 3     | Grzegorz Mądry    | POL  | 48,46    |
| 4     | Stavros Tziortzis | GRE  | 48,51    |

Finale am 22. Februar

### 800 m
| Platz | Athlet           | Land | Zeit (min) |
| ----- | ---------------- | ---- | ---------- |
| 1     | Ivo Van Damme    | BEL  | 1:49,2     |
| 2     | Josef Schmid     | FRG  | 1:49,8     |
| 3     | Milovan Savić    | YUG  | 1:49,9     |
| 4     | András Zsinka    | HUN  | 1:50,4     |
| 5     | Robert Hoofd     | BEL  | 1:50,7     |
| 6     | Francis Gonzalez | FRA  | 1:50,9     |

Finale am 22. Februar

### 1500 m
| Platz | Athlet              | Land | Zeit (min) |
| ----- | ------------------- | ---- | ---------- |
| 1     | Paul-Heinz Wellmann | FRG  | 3:45,1     |
| 2     | Thomas Wessinghage  | FRG  | 3:45,3     |
| 3     | Gheorghe Ghipu      | ROU  | 3:46,1     |
| 4     | Herman Mignon       | BEL  | 3:47,1     |
| 5     | Eberhard Helm       | FRG  | 3:47,3     |
| 6     | Daniel Jańczuk      | POL  | 3:47,7     |
| 7     | Anatolii Mamontov   | URS  | 3:47,7     |
| 8     | Glen Grant          | GBR  | 3:48,4     |

Finale am 22. Februar

### 3000 m
| Platz | Athlet                | Land | Zeit (min) |
| ----- | --------------------- | ---- | ---------- |
| 1     | Ingo Sensburg         | FRG  | 8:01,6     |
| 2     | Józef Ziubrak         | POL  | 8:02,0     |
| 3     | Ray Smedley           | GBR  | 8:02,2     |
| 4     | Fernando Cerrada      | ESP  | 8:02,8     |
| 5     | Štefan Polák          | TCH  | 8:03,2     |
| 6     | Peter Weigt           | FRG  | 8:03,2     |
| 7     | Spilios Zacharopoulos | GRE  | 8:05,2     |
| 8     | Hans-Jürgen Orthmann  | FRG  | 8:10,4     |

Finale am 22. Februar

### 60 m Hürden
| Platz | Athlet             | Land | Zeit (s) |
| ----- | ------------------ | ---- | -------- |
| 1     | Wiktor Mjasnikow   | URS  | 7,78     |
| 2     | Berwyn Price       | GBR  | 7,80     |
| 3     | Zbigniew Jankowski | POL  | 7,92     |
| 4     | Jiří Čeřovský      | TCH  | 7,97     |
| 5     | Eduard Perewersew  | URS  | 8,00     |
| 6     | László Bognár      | HUN  | 8,02     |

Finale am 22. Februar

### Hochsprung
| Platz | Athlet           | Land | Höhe (m) |
| ----- | ---------------- | ---- | -------- |
| 1     | Sergei Senjukow  | URS  | 2,22     |
| 2     | Jacques Aletti   | FRA  | 2,19     |
| 3     | Walter Boller    | FRG  | 2,19     |
| 4     | Bruno Brokken    | BEL  | 2,19     |
| 5     | Leif Roar Falkum | NOR  | 2,19     |
| 6     | Rolf Beilschmidt | GDR  | 2,16     |
| 7     | Wladimir Kiba    | URS  | 2,16     |
| 8     | Jarosław Gwóźdź  | POL  | 2,13     |

Finale am 22. Februar

### Stabhochsprung
| Platz | Athlet              | Land | Höhe (m) |
| ----- | ------------------- | ---- | -------- |
| 1     | Jurij Prochorenko   | URS  | 5,45     |
| 2     | Antti Kalliomäki    | FIN  | 5,40     |
| 3     | Renato Dionisi      | ITA  | 5,30     |
| 4     | Günther Lohre       | FRG  | 5,20     |
| 5     | Wolfgang Mohr       | FRG  | 5,20     |
| 6     | François Tracanelli | FRA  | 5,10     |
| 7     | Dimitrios Kytteas   | GRE  | 5,10     |
| 8     | Wiesław Szkolnicki  | POL  | 5,00     |

Finale am 21. Februar

### Weitsprung
| Platz | Athlet              | Land | Weite (m) |
| ----- | ------------------- | ---- | --------- |
| 1     | Jacques Rousseau    | FRA  | 7,90      |
| 2     | Walerij Pidluschnyj | URS  | 7,79      |
| 3     | Joachim Busse       | FRG  | 7,72      |
| 4     | Roberto Veglia      | ITA  | 7,71      |
| 5     | Alexei Perewersew   | URS  | 7,62      |
| 6     | Alberto Albero      | ITA  | 7,60      |
| 7     | Ştefan Lăzărescu    | ROU  | 7,57      |
| 8     | Dumitru Iordache    | ROU  | 7,41      |

Finale am 22. Februar

### Dreisprung
| Platz | Athlet              | Land | Weite (m) |
| ----- | ------------------- | ---- | --------- |
| 1     | Wiktor Sanejew      | URS  | 17,10     |
| 2     | Carol Corbu         | ROU  | 16,75     |
| 3     | Bernard Lamitié     | FRA  | 16,68     |
| 4     | Wolfgang Kolmsee    | FRG  | 16,47     |
| 5     | Pentti Kuukasjärvi  | FIN  | 16,44     |
| 6     | Pavol Sasín         | TCH  | 16,36     |
| 7     | Christian Valétudie | FRA  | 16,30     |
| 8     | Andrzej Sontag      | POL  | 16,16     |

Finale am 22. Februar

### Kugelstoßen
| Platz | Athlet                | Land | Weite (m) |
| ----- | --------------------- | ---- | --------- |
| 1     | Geoff Capes           | GBR  | 20,64     |
| 2     | Gerd Lochmann         | GDR  | 20,29     |
| 3     | Alexandr Baryschnikow | URS  | 20,02     |
| 4     | Anatolij Jarosch      | URS  | 19,38     |
| 5     | Michail Kjoschew      | BUL  | 19,22     |
| 6     | Yves Brouzet          | FRA  | 19,13     |
| 7     | Miroslav Janoušek     | TCH  | 18,99     |
| 8     | Nikolaj Christow      | BUL  | 18,58     |

Finale am 22. Februar

## Ergebnisse Frauen

### 60 m
| Platz | Athletin         | Land | Zeit (s) |
| ----- | ---------------- | ---- | -------- |
| 1     | Linda Haglund    | SWE  | 7,24     |
| 2     | Sonia Lannaman   | GBR  | 7,25     |
| 3     | Elvira Possekel  | FRG  | 7,28     |
| 4     | Inge Helten      | FRG  | 7,29     |
| 5     | Sylviane Telliez | FRA  | 7,30     |
| 6     | Wera Anissimowa  | URS  | 7,32     |

Finale am 22. Februar

### 400 m
| Platz | Athletin           | Land | Zeit (s) |
| ----- | ------------------ | ---- | -------- |
| 1     | Rita Wilden        | FRG  | 52,26    |
| 2     | Jelica Pavličić    | YUG  | 52,47    |
| 3     | Inta Kļimoviča     | URS  | 52,80    |
| 4     | Ljudmila Aksjonowa | URS  | 53,60    |

Finale am 22. Februar

### 800 m
| Platz | Athletin             | Land | Zeit (min) |
| ----- | -------------------- | ---- | ---------- |
| 1     | Nikolina Schterewa   | BUL  | 2:02,2     |
| 2     | Liljana Tomowa       | BUL  | 2:02,6     |
| 3     | Gisela Klein         | FRG  | 2:03,2     |
| 4     | Iwanka Bonowa        | BUL  | 2:04,5     |
| 5     | Angelika Traugott    | FRG  | 2:04,9     |
| 6     | Jozefína Čerchlanová | TCH  | 2:15,9     |

Finale am 22. Februar

### 1500 m
| Platz | Athletin             | Land | Zeit (min) |
| ----- | -------------------- | ---- | ---------- |
| 1     | Brigitte Kraus       | FRG  | 4:15,2     |
| 2     | Natalia Mărășescu    | ROU  | 4:15,6     |
| 3     | Rossiza Pechliwanowa | BUL  | 4:15,8     |
| 4     | Sonja Castelein      | BEL  | 4:21,8     |
| 5     | Rumjana Tschawdarowa | BUL  | 4:21,9     |
| 6     | Cornelia Bürki       | SUI  | 4:22,0     |
| 7     | Ljudmila Bragina     | URS  | 4:23,9     |
| 8     | Wessela Jazinska     | BUL  | 4:24,1     |

Finale am 22. Februar

### 60 m Hürden
| Platz | Athletin          | Land | Zeit (s) |
| ----- | ----------------- | ---- | -------- |
| 1     | Grażyna Rabsztyn  | POL  | 7,96     |
| 2     | Natalja Lebedewa  | URS  | 8,08     |
| 3     | Bożena Nowakowska | POL  | 8,14     |
| 4     | Ursula Schalück   | FRG  | 8,23     |
| 5     | Teresa Nowak      | POL  | 8,44     |
| 6     | Ljubow Kononowa   | URS  | 8,49     |

Finale am 21. Februar

### Hochsprung
| Platz | Athletin                 | Land | Höhe (m) |
| ----- | ------------------------ | ---- | -------- |
| 1     | Rosemarie Ackermann      | GDR  | 1,92     |
| 2     | Ulrike Meyfarth          | FRG  | 1,89     |
| 3     | Milada Karbanová         | TCH  | 1,89     |
| 4     | Marie-Christine Debourse | FRA  | 1,86     |
| 5     | Věra Bradáčová           | TCH  | 1,86     |
| 6     | Ria Ahlers               | NED  | 1,86     |
| 7     | Mária Mračnová           | TCH  | 1,86     |
| 8     | Rita Kirst               | GDR  | 1,83     |

Finale am 21. Februar

### Weitsprung
| Platz | Athletin           | Land | Weite (m) |
| ----- | ------------------ | ---- | --------- |
| 1     | Lidija Alfejewa    | URS  | 6,64      |
| 2     | Jarmila Nygrýnová  | TCH  | 6,57      |
| 3     | Galina Goptschenko | URS  | 6,48      |
| 4     | Angela Voigt       | GDR  | 6,32      |
| 5     | Maria Lambrou      | GRE  | 6,27      |
| 6     | Jacqueline Curtet  | FRA  | 6,25      |
| 7     | Meta Antenen       | SUI  | 6,22      |
| 8     | Ute Hedicke        | FRG  | 6,18      |

Finale am 22. Februar

### Kugelstoßen
| Platz | Athletin                | Land | Weite (m) |
| ----- | ----------------------- | ---- | --------- |
| 1     | Iwanka Christowa        | BUL  | 20,45     |
| 2     | Swetlana Kratschewskaja | URS  | 20,06     |
| 3     | Ilona Schoknecht        | GDR  | 19,36     |
| 4     | Elena Stojanowa         | BUL  | 19,20     |
| 5     | Tamara Bufetowa         | URS  | 18,66     |
| 6     | Brigitte Grießing       | GDR  | 18,61     |
| 7     | Eva Wilms               | FRG  | 18,29     |
| 8     | Ludwika Chewińska       | POL  | 18,26     |

Finale am 22. Februar